# Cocoon – djupets hemlighet
Uppslagsordet Cocoon leder hit; för singeln av Björk, se Cocoon (sång).
Cocoon – djupets hemlighet (originaltitel: Cocoon) är en amerikansk dramakomedifilm från 1985 i regi av Ron Howard. Den fick 1988 uppföljaren Cocoon – återkomsten.

## Handling
Bredvid ett pensionärshem i Florida ligger en obebodd villa med en stor swimmingpool och några av gamlingarna brukar smyga sig dit och använda poolen. En dag har villan blivit uthyrd och i poolen ligger några stora stenbumlingar. Men vattnet i poolen gör gamlingarna friska och föryngrade. Det visar sig att några utomjordingar håller på att hämta några kokonger i havet utanför.

## Om filmen
Filmen hade svensk premiär den 14 december 1985.
Filmen belönades med två Oscars; Don Ameche vann pris i kategorin bästa manliga biroll och filmen vann priset för bästa specialeffekter.

## Rollista (urval)
- Don Ameche - Art Selwyn
- Wilford Brimley - Ben Luckett
- Hume Cronyn - Joe Finley
- Brian Dennehy - Walter
- Jack Gilford - Bernie Lefkowitz
- Steve Guttenberg - Jack Bonner
- Maureen Stapleton - Mary Luckett
- Jessica Tandy - Alma Finley
- Gwen Verdon - Bess McCarthy
- Herta Ware - Rose Lefkowitz
- Tahnee Welch - Kitty
- Barret Oliver - David
- Linda Harrison - Susan
- Tyrone Power Jr. - Pillsbury
- Clint Howard - John Dexter
- Jim Fitzpatrick - Tony
- Charles Lampkin - Pops
- Jorge Gil - Lou Pine
- Rance Howard - St. Petersburg polis